# جهنم در مسیحیت

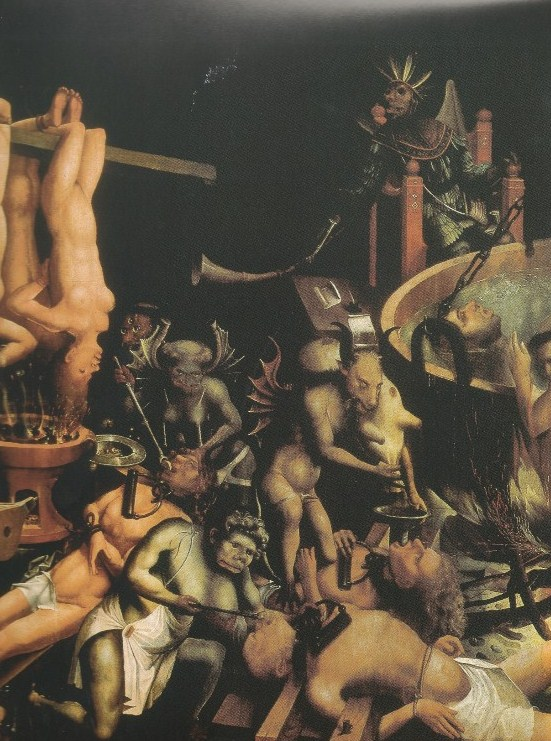
جزئیاتی از تصویر هیرونیموس بوش از جهنم (قرن شانزدهم)

جهنم در مسیحیت (ταρταρῶ) در الهیات مسیحی، دوزخ مکان یا حالتی است که به قضاوت قطعی خداوند، گناهکاران و  توبه‌نشده‌ها در قضاوت کلی به آن می‌رسند، یا، همان‌طور که برخی از مسیحیان معتقدند، بلافاصله پس از مرگ (قضاوت خاص).